# HMS Emperor of India
O HMS Emperor of India foi um couraçado operado pela Marinha Real Britânica e a quarta e última embarcação da Classe Iron Duke, depois do HMS Iron Duke, HMS Marlborough e HMS Benbow. Sua construção começou em maio de 1912 nos estaleiros da Vickers e foi lançado ao mar em novembro de 1913, sendo comissionado em novembro do ano seguinte. Era armado com uma bateria principal de dez canhões de 343 milímetros em cinco torres de artilharia duplas, tinha um deslocamento de trinta mil toneladas e alcançava uma velocidade máxima de 21 nós.
O Emperor of India serviu com na 4ª Esquadra de Batalha da Grande Frota durante a Primeira Guerra Mundial, passando a maior parte de seus primeiros anos de conflito realizando patrulhas pelo Mar do Norte e reforçando um bloqueio naval da Alemanha, além de vários treinamentos de rotina. O navio não participou da Batalha da Jutlândia em 1916 porque estava em sua manutenção periódica. Tanto a Marinha Real quanto a Marinha Imperial Alemã adotaram estratégias mais cautelosas depois disso e assim o couraçado passou o restante do conflito apenas em patrulhas.
O navio foi transferido para a Frota do Mediterrâneo pouco depois do final da guerra, participando da intervenção dos Aliados na Guerra Civil Russa no Mar Negro entre 1919 e 1921. O Emperor of India também observou os andamentos da Guerra Greco-Turca até 1922. Permaneceu no Mediterrâneo até meados de 1926, quando voltou para casa e passou a integrar a Frota do Atlântico. Ele foi tirado do serviço ativo em 1931 de acordo com os termos do Tratado Naval de Londres e usado em uma série de testes de armas até o ano seguinte, quando foi desmontado.